# The Singles 86–98
The Singles 86>98 – czternasty (szesnasty w USA) album grupy Depeche Mode, wydany 6 października 1998. Składankę promował singel „Only When I Lose Myself” stworzony podczas sesji nagraniowej albumu Ultra.
Kompilacja w Polsce uzyskała status złotej płyty.

## Lista utworów

### CD 1
| Nr  | Tytuł utworu              | Długość |
| --- | ------------------------- | ------- |
| 1.  | „Stripped”                | 3:51    |
| 2.  | „A Question of Lust”      | 4:30    |
| 3.  | „A Question of Time”      | 4:00    |
| 4.  | „Strangelove”             | 3:47    |
| 5.  | „Never Let Me Down Again” | 4:22    |
| 6.  | „Behind the Wheel”        | 4:02    |
| 7.  | „Personal Jesus”          | 3:46    |
| 8.  | „Enjoy the Silence”       | 4:16    |
| 9.  | „Policy of Truth”         | 5:14    |
| 10. | „World in My Eyes”        | 3:57    |
|     |                           | 41:45   |

### CD 2
| Nr  | Tytuł utworu                     | Długość |
| --- | -------------------------------- | ------- |
| 1.  | „I Feel You”                     | 4:35    |
| 2.  | „Walking in My Shoes” (7" Remix) | 5:02    |
| 3.  | „Condemnation” (Paris Mix)       | 3:23    |
| 4.  | „In Your Room” (7" Remix)        | 4:50    |
| 5.  | „Barrel of a Gun”                | 5:27    |
| 6.  | „It’s No Good”                   | 5:59    |
| 7.  | „Home”                           | 5:46    |
| 8.  | „Useless”                        | 4:53    |
| 9.  | „Only When I Lose Myself”        | 4:41    |
| 10. | „Little 15”                      | 4:13    |
| 11. | „Everything Counts” (Live)       | 6:38    |
|     |                                  | 55:27   |

## Twórcy albumu
- Fletcher Andy
- Gahan Dave
- Gore Martin Lee
- Wilder Alan

- Produkcja: Mike Marsch i Roland Brown
- Nagrywano w The Exchange
- Inżynierowie:
- Miks:
- Autor okładki: Mat Cook, INTRO i Rick Guest
- Wydawca:
- Dystrybucja:
- Etykieta: Reprise